# Faro di Ploumanac'h

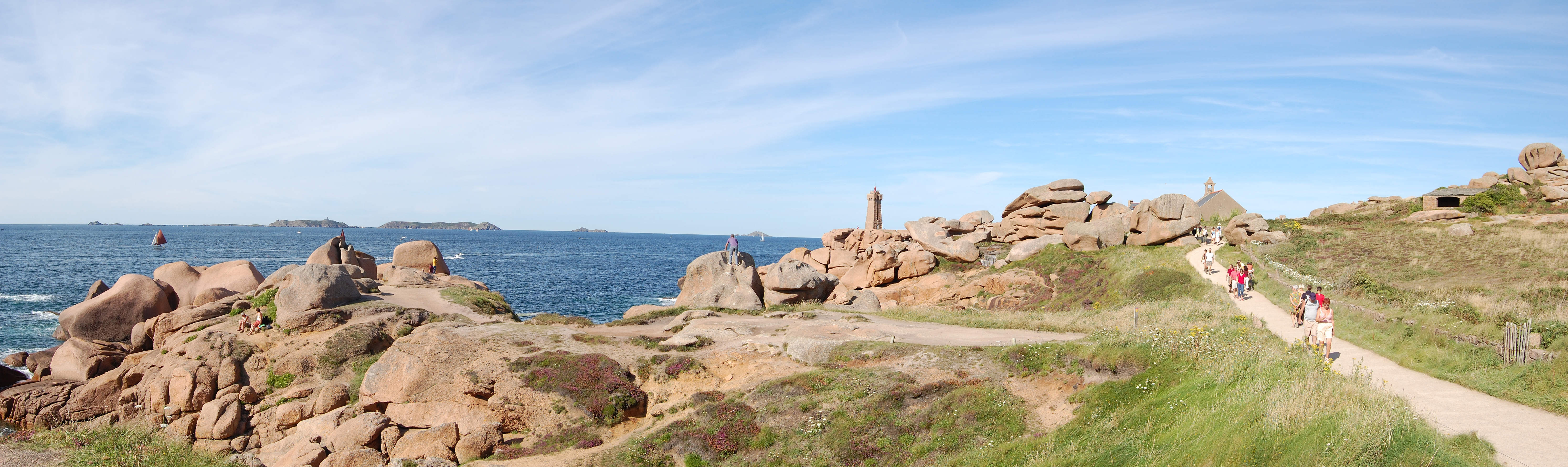
La costa a Ploumanac'h con il faro

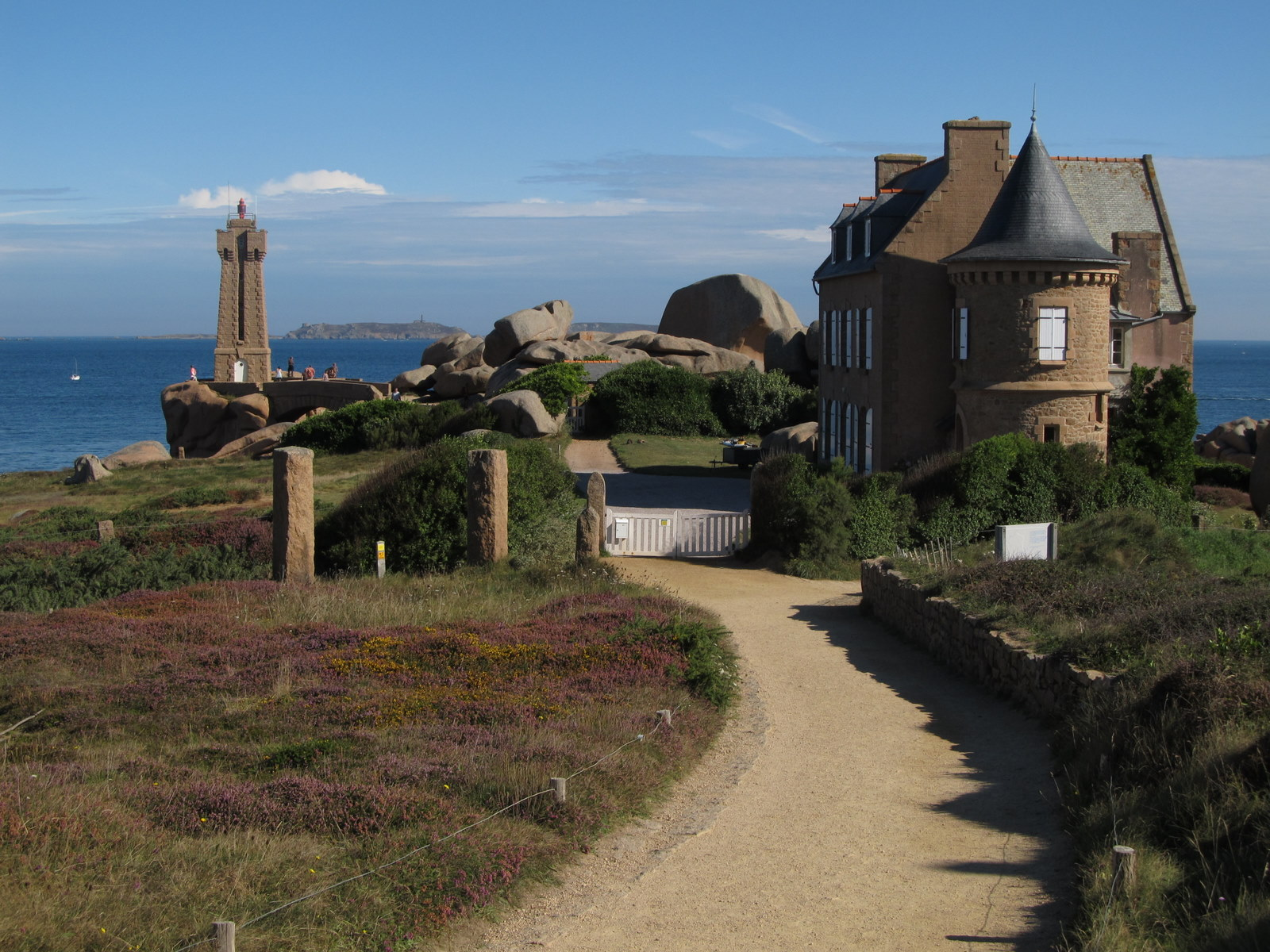
Ploumanac'h (Bretagna): il faro

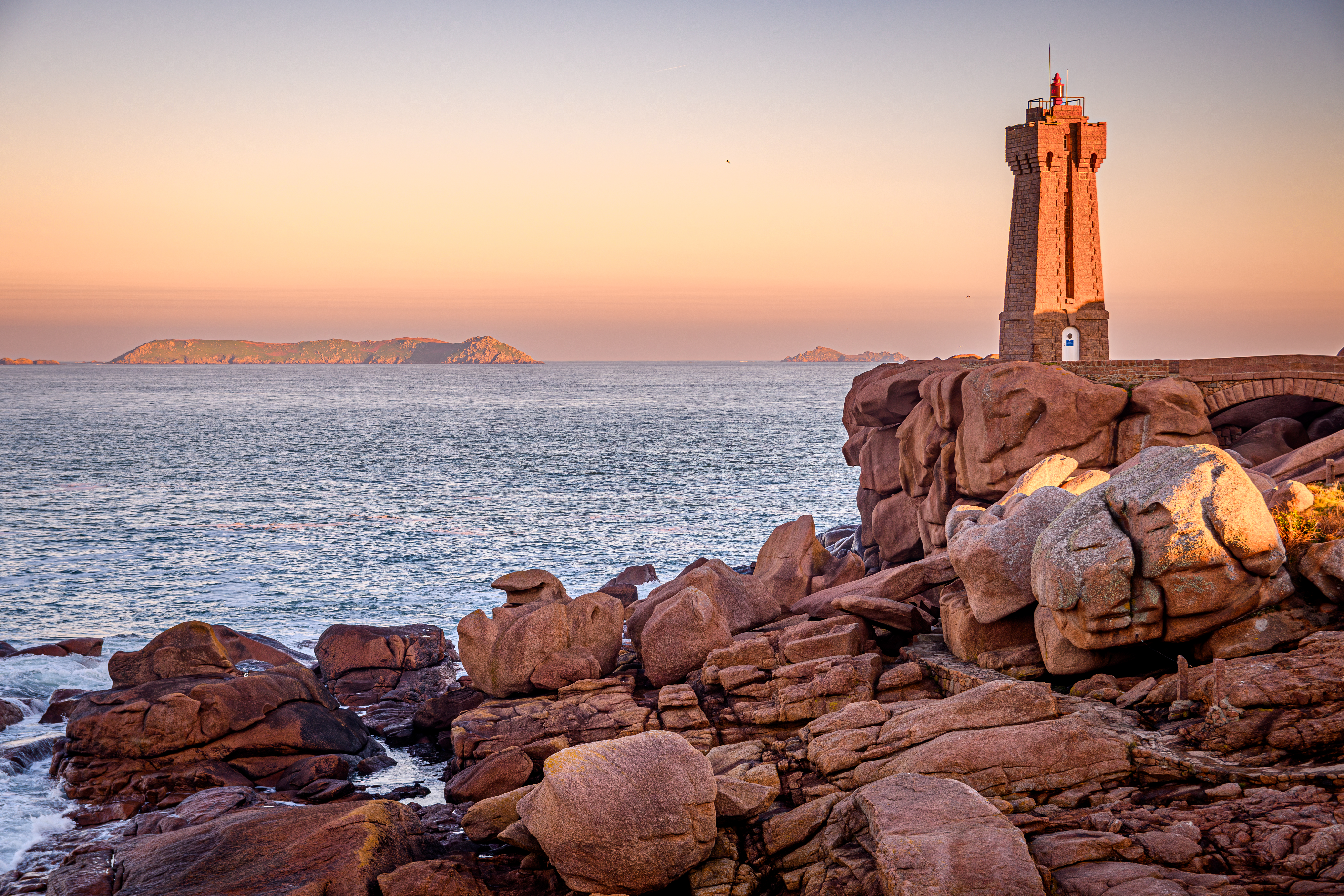
Il faro di Ploumanac'h al tramonto, con le Sept-Îles sullo sfondo.

Il faro di Ploumanac'h (in francese: phare de Ploumanac'h), conosciuto anche come faro di Mean Ruz (in francese: phare de Mean Ruz; nome ufficiale) è un faro della località francese di Ploumanac'h (comune di Perros-Guirec), nella Costa di Granito Rosa (Côtes-d'Armor, Bretagna), situato sulla roccia di Mean Ruz e che fu realizzato nel 1948 su progetto degli ingegneri Auffret e Dujardin al posto di un faro preesistente del 1860.

## Descrizione
Il faro è costruito in granito rosa e si presenta come una torre piramidale, che raggiunge un'altezza di circa 15 metri. 
Il faro si eleva a 26 metri dal mare. La sua portata è di 11 miglia marine.
Il faro è accessibile tramite un ponte in granito.
|  |

## Storia
Alle origini della costruzione dell'edificio vi fu una petizione presentata da il 22 gennaio 1856 da un ingegnere al prefetto delle Côtes-du-Nord, petizione firmata da numerosi abitanti di Perros-Guirec e Trégastel, che richiedevano la costruzione di un faro nel villaggio di Ploumanac'h.
Il progetto iniziale prevedeva la costruzione del faro in cima al Castel Braz, davanti alla spiaggia della Bastiglia, ma la commissione nautica optò per la roccia detta Mean Ruz ("roccia rossa" in lingua bretone). Il progetto fu approvato il 22 settembre 1858.
Nell'agosto 1860 la torre sin qui eretta fu dotata di una illuminazione di color rosso.
Il faro originale, in granito grigio, fu distrutto il 4/5 agosto 1944 dalle truppe tedesche, nel corso della seconda guerra mondiale.
Nell'ottobre 1948, fu quindi costruito un nuovo faro dalla ditta Martin e Fratelli di Lannion, che seguì i progetti degli architetti Auffret e Hardion. Gli interni furono abbelliti dall'artista Odorico.